# Flohr-Verlag
Der Flohr-Verlag (Eigenschreibweise flohr verlag) war ein zahnmedizinischer Verlag mit Sitz in Rottweil und später im fränkischen Bamberg.

## Geschichte
Der Verlag wurde 1997 von Manfred und Pia Flohr gegründet. Als erstes Printprodukt erschien im Mai 1997 die Fachzeitschrift Das internationale Zahntechnik Magazin, bevor im Oktober ein implantologischer Fachtitel, Dentale Implantologie & Parodontologie, folgte. 1998 erschien mit ZP - Zahnarzt & Praxis eine weitere, an Zahnmediziner gerichtete Fachzeitschrift. Neben Periodika wurden im Flohr-Verlag einige Fachbücher aufgelegt.
2006 startete der Verlag mit dem Online-Medienshop www.dental-buecher.de mit etwa 500 Titeln, im Jahr 2008 folgte www.dentalkompakt-online.de. Im Oktober des Jahres 2008 hat sich der Flohr-Verlag mit dem Spitta-Verlag zusammengeschlossen und firmiert nun unter dessen Namen.